# ヤマイモモドキ科
ヤマイモモドキ科（ヤマイモモドキか、Cardiopteridaceae）は双子葉植物の科。
従来の分類（クロンキスト体系等）では、東南アジア・オーストラリアに分布するつる草1属3種のみからなる。果実は偏平な翼果で、果実や葉の形などヤマノイモ科に似ているが、単子葉植物であるヤマノイモ科とは類縁はない。
APG植物分類体系では、以前クロタキカズラ科などとされていたCitronellaなど約5属もここに含め、モチノキ目に入れている。